# Castello di Fénis
Il castello di Fénis, situato nell'omonimo comune, è uno dei più famosi manieri medievali della Valle d'Aosta. Noto per la sua architettura scenografica, con la doppia cinta muraria merlata che racchiude l'edificio centrale e le numerose torri, il castello è una delle maggiori attrazioni turistiche della regione ed uno dei castelli medievali meglio conservati in Italia.

## Descrizione
Diversamente da altri manieri della regione, quali Verrès e Ussel, costruiti in cima a promontori rocciosi per essere meglio difendibili, il castello di Fénis si trova in un punto del tutto privo di difese naturali. Questo porta a pensare che la sua funzione fosse soprattutto di prestigiosa sede amministrativa della famiglia Challant-Fénis e che anche la doppia cinta muraria servisse soprattutto in funzione ostentativa, per intimidire e stupire la popolazione.

## Storia

### Le origini
La posizione del castello, sulla cima di una collina circondata da una serie di prati, fa pensare che un tempo possa essere stata la sede di una villa romana, ma diversamente dal castello di Issogne, dove la stessa ipotesi è stata confermata da resti di mura proprio dell'omonima epoca trovati nei sotterranei del maniero, a Fénis non sono ancora state trovate prove di questa teoria.

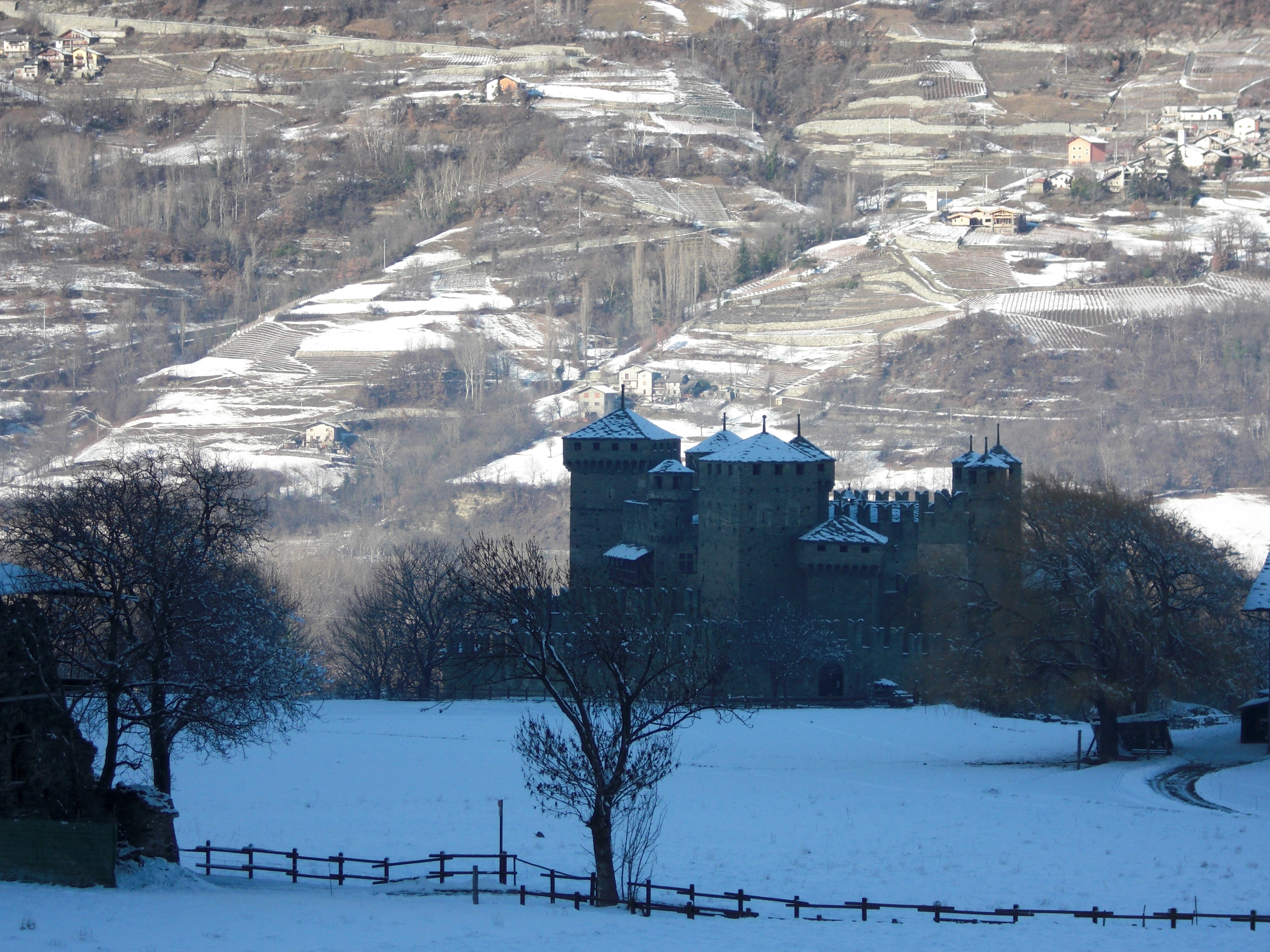
Vista invernale del castello

Il castello viene menzionato apertamente per la prima volta in un documento del 1242, nel quale un castrum Fenitii è indicato come proprietà del visconte di Aosta Gotofredo di Challant e dei suoi fratelli, facenti parte di una delle famiglie più importanti della Valle d'Aosta e vassalli dei Savoia, da cui ottennero anche il titolo visconteo. A quel tempo il maniero probabilmente comprendeva solo la torre colombaia sul lato sud e la torre quadrata, un corpo abitativo centrale e una singola cinta muraria.

### Aimone e Bonifacio

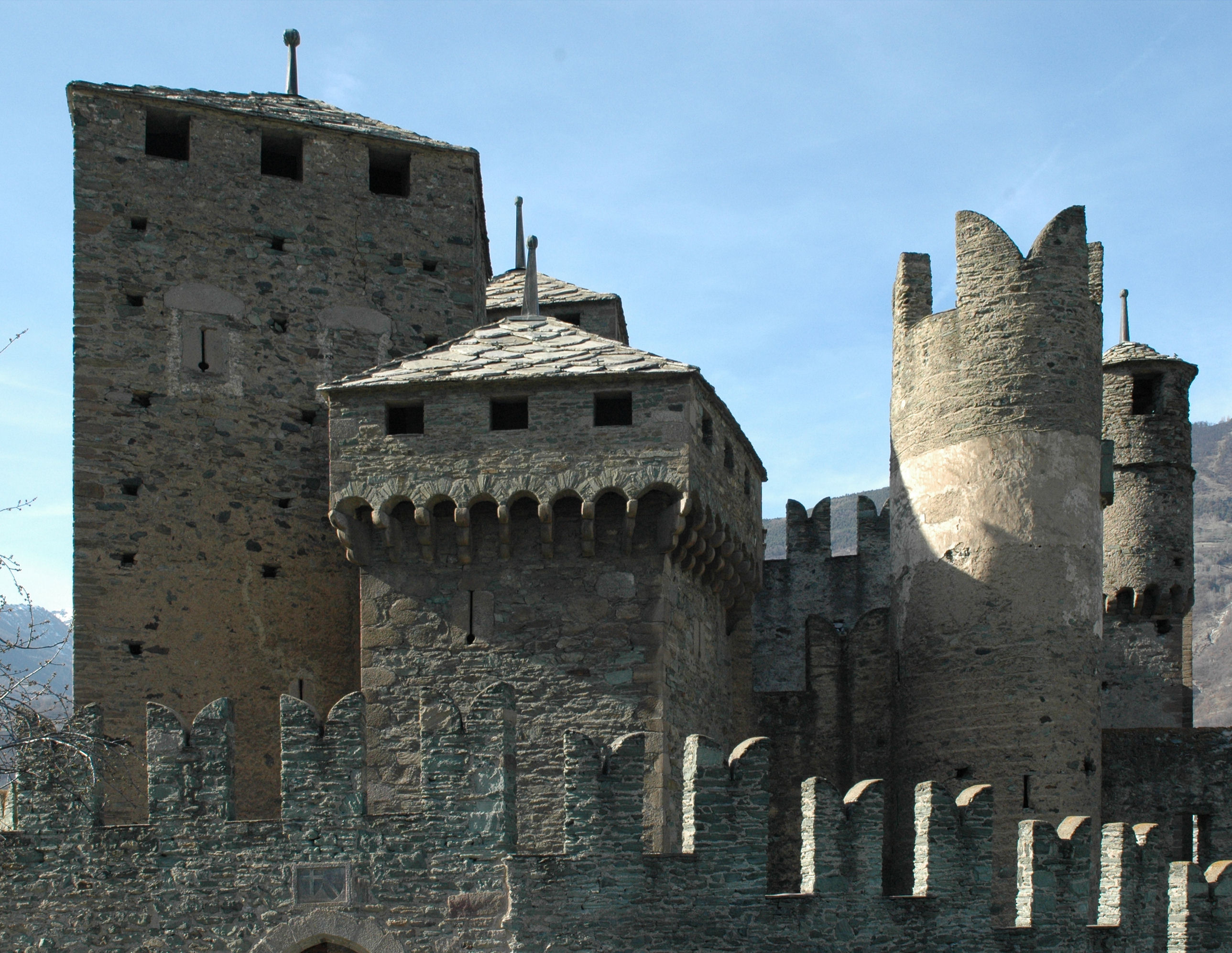
L'ingresso del castello. Si può notare a sinistra la torre più antica e a destra la circolare torre colombaia

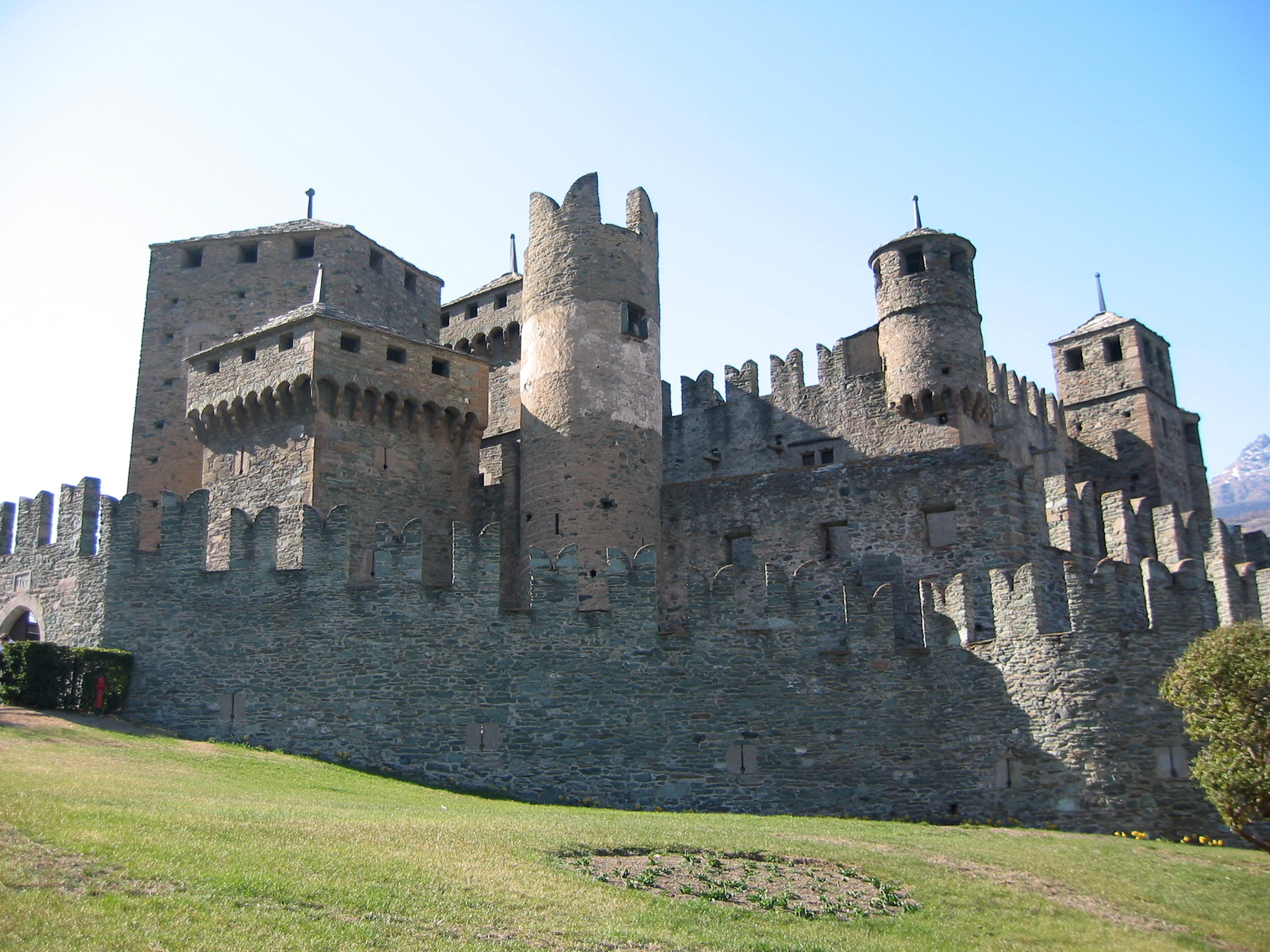
Il Castello di Fénis

La maggior parte dei lavori di costruzione, che hanno portato il castello ad assumere l'aspetto attuale, ebbero luogo tra il 1320 e il 1421 circa. Aimone di Challant ereditò il feudo e il castello di Fénis dal nonno Ebalo Magno nel 1337 e nel 1340 diede inizio a una prima campagna di lavori, realizzando una struttura  di forma pentagonale – ottenuta probabilmente inglobando edifici preesistenti – e la cinta muraria esterna.
Rispetto all'aspetto attuale, ai tempi di Aimone mancava ancora la torre meridionale e l'interno del castello era molto diverso. Il cortile centrale era molto più ampio e privo dello scalone in pietra, fiancheggiato a nord e a sud da due lunghi corpi di fabbrica che terminavano contro il muro occidentale. Doveva inoltre mancare completamente il secondo piano dell'edificio.
Nuovi lavori di costruzione furono voluti da Bonifacio I di Challant, figlio di Aimone, che ereditò il castello dal padre nel 1387. Dopo aver ricoperto per due anni la carica di ispettore delle fortificazioni alla corte dei Savoia, nel 1392 Bonifacio diede inizio a una nuova grande campagna di costruzioni nel maniero, in modo da adattarlo ai nuovi standard della vita cortese. Durante questa campagna edilizia furono riallineati i piani del corpo centrale e venne costruito un nuovo piano ricavandolo dal sottotetto. Fu inoltre costruito un nuovo corpo di fabbrica a ovest, facendo assumere al cortile interno l'aspetto attuale, con due piani di ballatoi in legno e il grande scalone in pietra semicircolare.

### Gli anni del declino

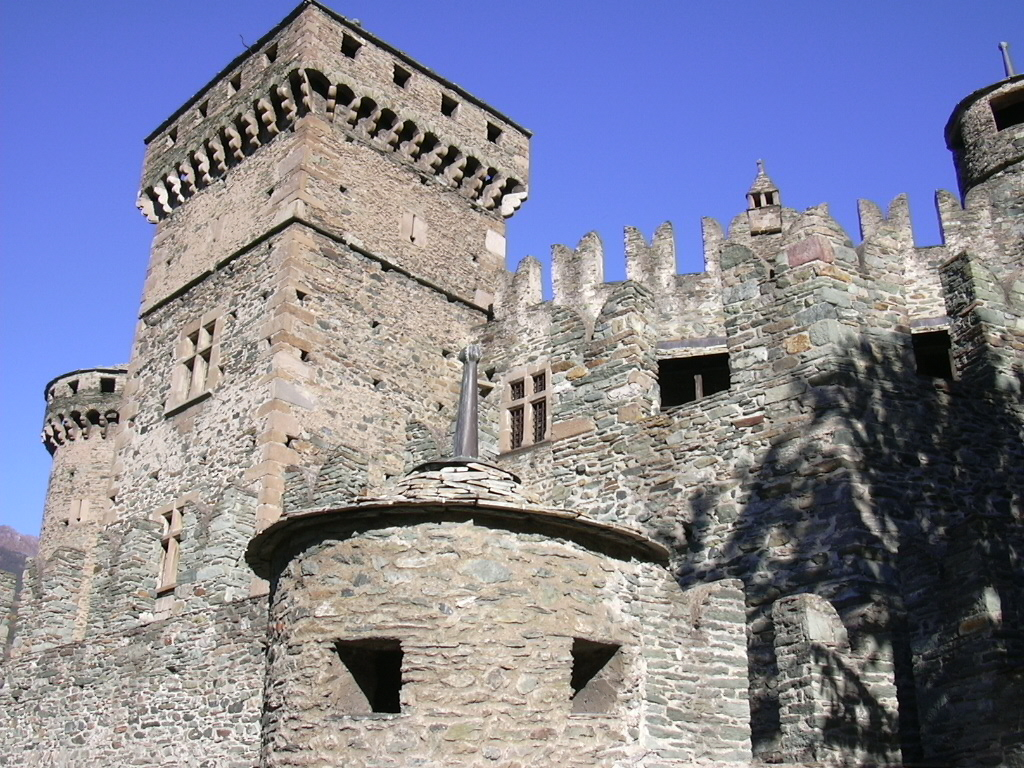
Il lato ovest del castello

Con la morte di Bonifacio I nel 1426 iniziò una fase di declino economico per la famiglia Challant-Fénis, a cui corrispose un periodo di stasi edilizia per il castello. Il successore Bonifacio II si limitò a commissionare al pittore Giacomino da Ivrea gli affreschi del lato orientale del cortile, non apportando nessuna modifica significativa alla struttura del maniero. Dopo di lui, per circa duecentocinquant'anni non furono praticamente realizzate nuove costruzioni e gli unici interventi riguardarono alcuni affreschi nel cortile e in uno dei locali a sud, realizzati nel XVII secolo.
Nel 1705, con la morte di Antonio Gaspare Felice, ultimo esponente del ramo Challant-Fénis, il castello passò al cugino Giorgio Francesco di Challant Châtillon, il quale nel 1716 dovette venderlo per 90 000 lire al conte Baldassarre Saluzzo di Paesana per fare fronte agli ingenti debiti.
Iniziò quindi per il castello un periodo di vera decadenza e di successivi passaggi di proprietà. Esso rimase di proprietà dei Saluzzo di Paesana fino al 1798, quando venne venduto a Pietro Gaspare Ansermin, la cui famiglia lo conservò fino al 1863 per poi rivenderlo a Michele Baldassarre Rosset di Quart. Nel frattempo l'edificio era stato abbandonato, spogliato del mobilio e utilizzato come casa colonica, stalla al piano terra e fienile nel primo.

### Il recupero ottocentesco e il presente

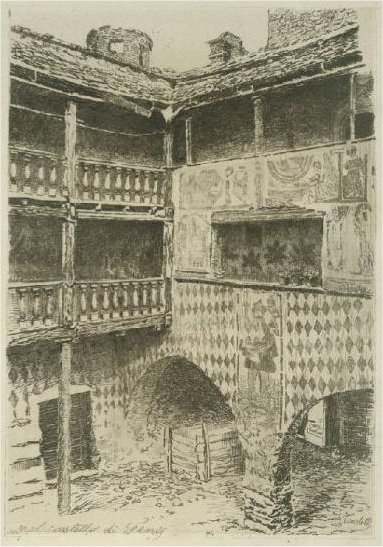
Il cortile del castello in una incisione Ottocentesca di Celestino Turletti

Il 3 settembre 1895 Giuseppe Rosset, console italiano a Odessa e figlio di Michele Baldassarre, cedette per 15 000 lire il maniero allo Stato Italiano per mano di Alfredo d'Andrade, il quale trattava da anni la sua acquisizione. Il castello di Fénis era già stato usato da d'Andrade alcuni anni prima come modello per il cortile del Borgo Medievale di Torino.
Già nel 1898 d'Andrade, seguace dei principî di Viollet-le-Duc, diede inizio a una prima campagna di lavori al castello, continuata fino al 1920 sotto la supervisione prima dello stesso d'Andrade e in seguito di Bertea e di Seglie. Scopo di questa campagna, anche a causa dei pochi fondi disponibili, fu soprattutto arrestare il degrado del castello, mettendo in sicurezza i muri pericolanti, rifacendo alcuni tetti, restaurando i solai e i serramenti e costruendo a est una nuova strada di accesso al castello. 
Una seconda campagna di restauri ebbe luogo a partire dal 1935, a cura dell'allora Ministro dell'Educazione Nazionale Cesare Maria De Vecchi e dell'architetto Vittorio Mesturino, che vollero accentuare l'aspetto medievale del castello, compromettendo in parte la leggibilità della struttura originaria. Durante questa campagna di lavori si decise inoltre di allestire nel castello un museo dell'ammobiliamento valdostano, riarredando le stanze ormai prive del mobilio originale con una serie di mobili reperiti sul mercato dell'antiquariato, benché non tutti realmente di origine valdostana.
Il castello, dichiarato monumento nazionale nel 1896 e ora proprietà dell'amministrazione regionale della Valle 
d'Aosta, è visitabile solamente tramite visite guidate.

## Il castello

Pianta del castello di Fénis. È possibile notare la doppia cinta muraria con l'accesso da sud, il cortile interno (1), la sala d'armi (2) e la sala da pranzo (3)

Giuseppe Giacosa nel suo I Castelli Valdostani descrive il castello di Fénis come segue:
Il castello è costituito da un corpo centrale di forma pentagonale, probabilmente dovuta alla necessità di inglobare strutture preesistenti e di seguire le irregolarità del terreno, circondato da una doppia cinta muraria merlata lungo la quale sono posizionate diverse torrette collegate tra loro da un cammino di ronda. Le torri più grandi, a sud e a ovest, sono munite di feritoie per frecce, e beccatelli a sostegno della parte più alta. Il muro rivolto a nord, verso la strada maestra che attraversava la valle e quindi il più esposto a eventuali attacchi, era dotato di quattro torrette circolari, divenute cinque in seguito ai restauri degli anni trenta. Si accede all'interno della struttura attraverso un portale che si apre nelle mura del lato a sud e passa vicino a una delle torri più antiche del maniero. Questo ingresso è stato realizzato durante la ristrutturazione degli anni trenta, mentre l'accesso originale si trovava probabilmente nei pressi della torre quadrata sul lato ovest.
Superata la cinta muraria ci si ritrova in un cortile chiuso, che circonda la struttura centrale. Sul lato nord-est di questo cortile è presente un edificio rettangolare un tempo adibito a scuderia, mentre l'accesso al corpo abitativo centrale si trova in corrispondenza della torretta a metà del lato est.
Il corpo centrale si sviluppa su tre piani, che circondano un cortile interno quadrangolare, oltre al seminterrato dove erano situate le cantine e le prigioni. Il piano terreno era destinato alla guarnigione del castello e a locali di servizio: vi si trovavano in particolare il corpo di guardia, la cucina e una sala da pranzo. Il primo piano era riservato ai signori del castello e ospitava una cucina, le stanze dei signori, il tribunale e la cappella. Il secondo piano infine era destinato alla servitù e agli ospiti del maniero. Il maniero poteva accogliere complessivamente circa sessanta persone tra la famiglia del signore, eventuali ospiti, guarnigione e personale di servizio.
Percorrendo lo spazio entro la prima cinta muraria del castello si notano in alto, scolpite in pietra sulle mura, alcune maschere aventi funzione apotropaica.

### Il cortile

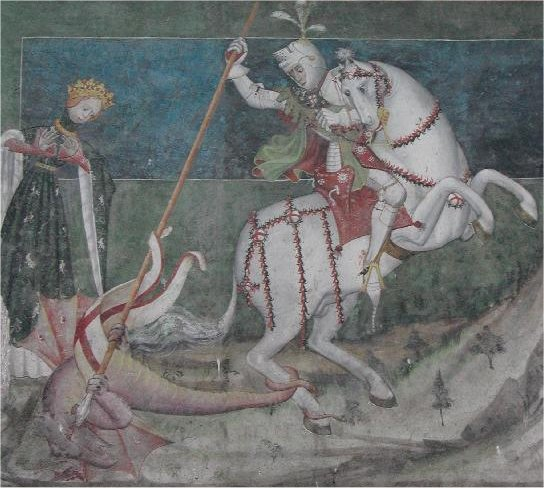
L'affresco di San Giorgio che uccide il drago nel cortile del castello

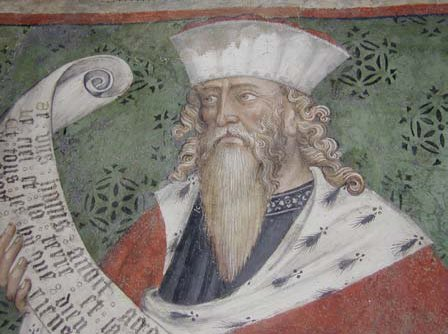
Particolare di uno dei saggi con massime morali sulle pareti della balconata

Centro del corpo abitato centrale è il piccolo cortile di forma quadrangolare realizzato da Bonifacio I tra la fine del XIV e l'inizio del XV secolo. Al centro del cortile si trova un caratteristico scalone semicircolare in pietra, sulla cui sommità svetta un affresco raffigurante San Giorgio che uccide il drago, realizzato intorno al 1415 e attribuito alla bottega di Giacomo Jaquerio. Il tema di San Giorgio e il drago era molto diffuso al tempo in Valle d'Aosta, in quanto era considerato un'incarnazione dell'ideale cavalleresco. Sull'affresco si può notare il monogramma BMS, interpretato come le iniziali del committente, Bonifacium Marexallus Sabaudiae.
Il cortile, le cui pareti sono interamente affrescate da decorazioni in stile gotico internazionale, è circondato su tre lati da una doppia balconata in legno in corrispondenza dei due piani superiori. Lungo le pareti della balconata si snoda una serie di saggi, uno diverso dall'altro, che reggono pergamene riportanti proverbi e massime morali scritte in francese antico. Un tempo in corrispondenza di ognuno dei saggi era indicato il nome del personaggio raffigurato, ma la maggior parte di essi sono ormai illeggibili, tra questi saggi è raffigurato anche un personaggio in costume arabo, probabilmente per ricordare la partecipazione di Challant a una crociata.
Tra i proverbi e le massime morali è possibile citare

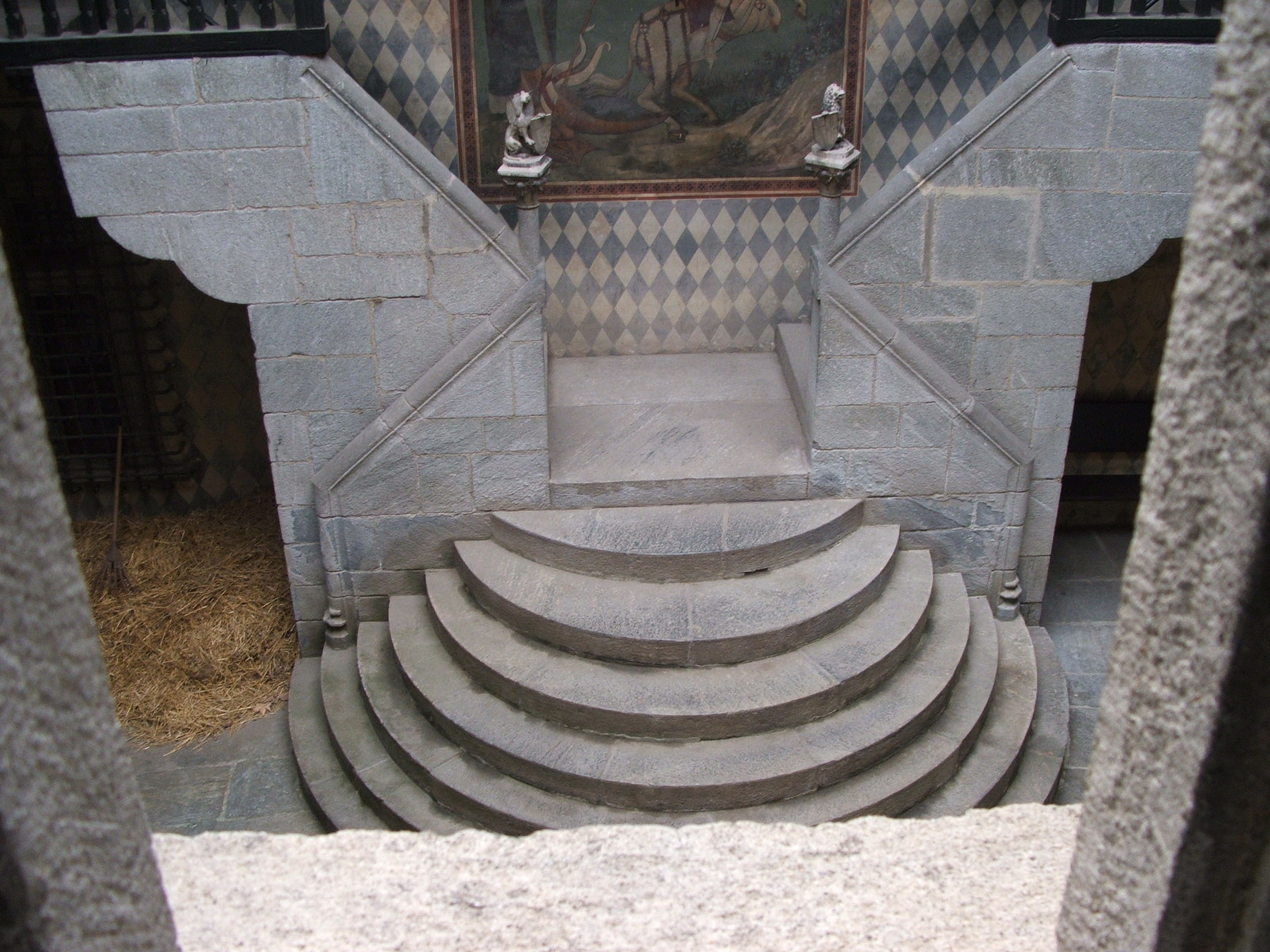
Il cortile della Rocca del Borgo Medievale di Torino, copia del cortile interno del castello di Fénis

In un angolo del cortile si trova anche una sorta di profezia
Su uno dei muri del castello è stata trovata anche una poesia, in francese antico, attribuita a Bonifacio I e scritta in occasione delle nozze di sua figlia Bona con il signore di Uriage Jean Allamant e la sua conseguente partenza, considerata uno dei più antichi esempi scritti della lingua francese parlata nella zona alla fine del Medioevo.
La parete più stretta del cortile, di fronte all'affresco di San Giorgio, fu decorata nella seconda metà del XV secolo dal pittore Giacomino da Ivrea su incarico di Bonifacio II di Challant, figlio di Bonifacio I, e raffigura i santi Uberto, Bernardo, un santo vescovo (forse San Teodulo), Santa Apollonia e Sant'Ambrogio, un'Annunciazione e dei motivi vegetali. Sotto di essi si trova un monumentale San Cristoforo, la cui attribuzione è resa difficile dai pesanti restauri subiti. Essendo San Cristoforo il protettore dei viaggiatori la sua presenza nei pressi dell'uscita del castello voleva forse essere un augurio di buon viaggio nei confronti di chi lasciava il maniero.
Il cortile del castello di Fénis fu usato da Alfredo d'Andrade come modello per la Rocca del Borgo Medievale di Torino, realizzato in occasione dell'Esposizione Generale Italiana Artistica e Industriale del 1884. Il cortile della Rocca Medievale riproduce fedelmente lo scalone semicircolare, le balconate in legno, gli affreschi dei santi e San Giorgio che uccide il drago.

### Il piano terra

La cucina del primo piano

Dal cortile si accede a una grande stanza rettangolare che occupa gran parte del lato nord del piano terra. Questa stanza, menzionata come "grande salle basse" in un inventario redatto nel 1551 è oggi chiamata sala d'armi per la presenza di una rastrelliera per picche. Il locale era anche dotato di un trabocchetto per i condannati a morte, che consisteva in un pozzo con le pareti ricoperte da lame ricavato nella torretta circolare nell'angolo nord-ovest. Attualmente nella stanza si trova un plastico del castello e un grande camino in pietra addossato alla parete di fondo. Il soffitto in legno di questa come della maggior parte delle altre sale è stato rifatto durante i lavori di restauro del XX secolo, mentre i camini in pietra fanno parte dell'arredo originale del castello.
Dalla sala d'armi si accede alla sala da pranzo, così chiamata in seguito all'allestimento del museo del 1936, mentre l'inventario del 1551 la definisce “chambre basse”. Nella stanza si trovano alcuni tavoli e sedie del XVI – XVII secolo.
Adiacente alla sala da pranzo si trova quella che doveva essere la cucina principale del castello, come suggerisce la presenza di un monumentale camino, la cui funzione doveva essere, oltre la cottura dei cibi, anche quella di riscaldare le stanze dei piani superiori e anche la sala delle riunioni. La stanza è stata arredata con vari tipi di credenze in legno.
Il lato sud del piano ospitava il pozzo della cisterna per l'acqua piovana, la legnaia e altri locali di servizio. Attualmente vi si trovano un carro agricolo e una serie di bauli e forzieri

.

### Il primo piano

Pianta del primo piano del castello. Si notano la "chambre des tolles" (5) e il suo cabinet (4), il tribunale (6), la cucina superiore (7), la "chambre blanche" (8) e la cappella (9)

Il primo piano, il più elegante e meno freddo del maniero, era riservato ai signori del castello. Qui si trovavano le loro stanze private, gli ambienti di rappresentanza e la cappella. Sul lato nord, in corrispondenza della cucina del piano terra, si trova un locale che la presenza di un grande camino e di un acquaio fa ritenere una seconda cucina, attualmente arredata con una serie di sedie, sedili e una coppia di panconi ottocenteschi di stile tardogotico.
A fianco della cucina si trova quella che è definita come la camera da letto del signore del castello, chiamata "chambre blanche" nell'inventario del 1551. Il muro in comune con la cucina ospita un grande camino in pietra con dipinto lo stemma della famiglia Challant. La stanza ospita una serie di contenitori e cassoni intarsiati e un letto a baldacchino con colonne tortili, riproduzione di un modello toscano della fine del XVI secolo.
Al centro del lato sud si trovano la stanza che nell'inventario del 1551 è definita “chambre des tolles”, arredata con alcuni cassoni a doppia facciata caratterizzati da una facciata decorativa sul lato anteriore, e l'adiacente “cabinet de la chambre des tolles”, che ospita un letto e un cassone del XVI secolo e una cassapanca ottocentesca, provenienti dalla collezione dell'industriale Riccardo Gualino. Giustino Boson nel suo libro Il castello di Fénis chiama queste due stanze rispettivamente “sala da pranzo” e “camera della signora”. Una chiara identificazione della destinazione dei locali è resa difficile dal fatto che quasi tutto il mobilio originale è andato perduto nel tempo e che diverse stanze hanno cambiato la loro funzione nel corso dei secoli.
L'angolo a sud ovest del piano è occupato dalla stanza definita “poelle”, ossia stanza riscaldata, e oggi chiamata tribunale. Il nome attuale deriva dalla presenza sul camino di un affresco raffigurante le quattro virtù cardinali (Fortezza, Prudenza, Temperanza e infine Giustizia, che svetta sulla altre) e lo stemma di Emanuele Filiberto I o di Carlo Emanuele I, duchi di Savoia tra il 1559 e il 1630. Nella stanza si trovano attualmente alcuni cassoni da corredo acquistati negli anni trenta a Saluzzo.

#### La cappella

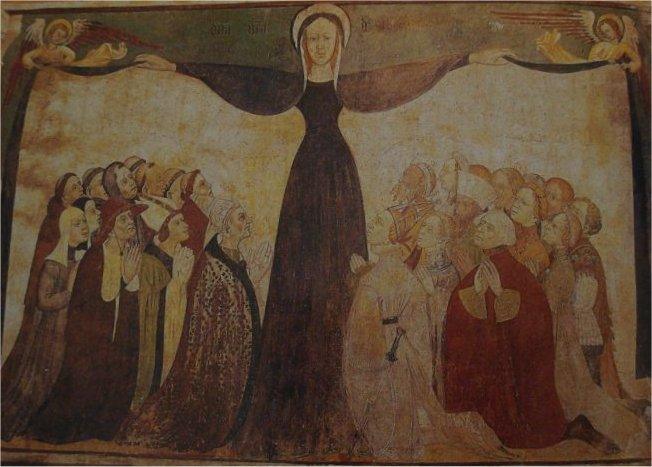
L'affresco della Madonna della Misericordia nella cappella

L'intero lato nord del primo piano è occupato da una lunga sala rettangolare definita cappella, uno degli ambienti più suggestivi del castello. In passato la sala era probabilmente divisa in due da una grata lignea analoga a quella presente nel castello di Issogne, che separava la cappella vera e propria dal locale di rappresentanza chiamato “salle de la chapelle”. Il lato occidentale ospita un grande camino in pietra e le pareti dei lati lunghi e a ovest sono decorate con motivi geometrici eseguiti durante il restauro del XX secolo sulla base di un frammento del XIV secolo rinvenuto da Alfredo d'Andrade nei pressi del camino. La stanza è arredata con una serie di mobili in stile tardogotico.
Il lato est della grande sala ospitava probabilmente la cappella privata dei signori del castello. L'inizio del locale è evidenziato da una trave che attraversa trasversalmente la grande sala rettangolare. In corrispondenza di essa si trova un pregiato crocifisso ligneo che i recenti restauri hanno permesso di attribuire alla bottega del Maestro della Madonna di Oropa, dalla quale provengono diverse sculture sacre destinate a chiese valdostane tra la fine del XIII secolo e i primi anni del XIV secolo.
Diversamente dalla decorazione geometrica del resto della stanza, le pareti laterali della cappella sono completamente affrescate con figure di santi e apostoli disposte su due file sovrapposte. La parete di fondo è divisa in due da una grande finestra ai cui lati si trovano sulla destra una crocifissione e sulla sinistra una Madonna della Misericordia.
Ai piedi della Madonna, protetti dal suo mantello, vi sono due gruppi di fedeli separati in laici (sulla destra di chi guarda) e religiosi (sulla sinistra di chi guarda). Tra di essi è possibile riconoscere diverse figure dell'epoca, tra i quali il Papa e l'Imperatore, disposti immediatamente a fianco della Vergine come capofila rispettivamente dei religiosi e dei laici, e alcuni membri della famiglia Challant, come il committente delle opere Bonifacio I (nel gruppo dei laici vestito con un abito rosso), il fratello di Bonifacio Amedeo di Challant-Aymavilles e la sua giovane sposa Luisa di Miolans.
Gli affreschi della cappella, così come la maggior parte di quelli del cortile, sono stati realizzati in stile gotico internazionale nei primi decenni del XV secolo e attribuiti alla scuola del maestro piemontese Giacomo Jaquerio. Non è certo se Jaquerio abbia lavorato di persona alle opere, mentre sembra sicuro l'uso dei modelli Jaqueriani.
I recenti restauri eseguiti sugli affreschi della cappella hanno messo in evidenza alcuni dettagli che fanno pensare a una certa fretta di concludere il lavoro, come la presenza nell'affresco della crocifissione della traccia di una figura in armatura inginocchiata, mai realizzata.

### Il secondo piano e il tetto

Veduta aerea del castello

Il secondo piano del castello, non accessibile durante le visite guidate, era raggiungibile attraverso una scala a chiocciola. Esso era destinato agli alloggi della servitù, dei soldati, alle camere per gli ospiti e alle soffitte. Dal secondo piano, attraverso la torre del lato ovest, era possibile salire sul tetto dove si trovava un cammino di ronda.
Il tetto, in lose di pietra, è caratterizzato da un doppio spiovente, la parte interna del quale convoglia l'acqua verso il cortile centrale sottostante dove poteva essere raccolta nella cisterna.

## Il castello nella cultura di massa
Attualmente il castello di Fénis è una delle principali attrazioni turistiche della Valle d'Aosta ed è visitato da più di 80.000 persone ogni anno.
Nel 1985 sono stati girati nel castello gli esterni del film Fracchia contro Dracula di Neri Parenti. Nel 2006 il maniero è stato usato come set per alcune scene della miniserie televisiva La Freccia Nera.
Nel 1976 le Poste Italiane hanno dedicato al castello un francobollo da 150 lire nell'ambito della quarta emissione della serie Turistica.
Nel 2013 la zecca italiana gli dedica una moneta della serie 'Italia delle arti' da 10 Euro con finitura a fondo specchio . Sul diritto è ritratto il castello mentre sul rovescio è rappresentato l'affresco di San Giorgio.